# Filialkirche Innerschwand am Mondsee

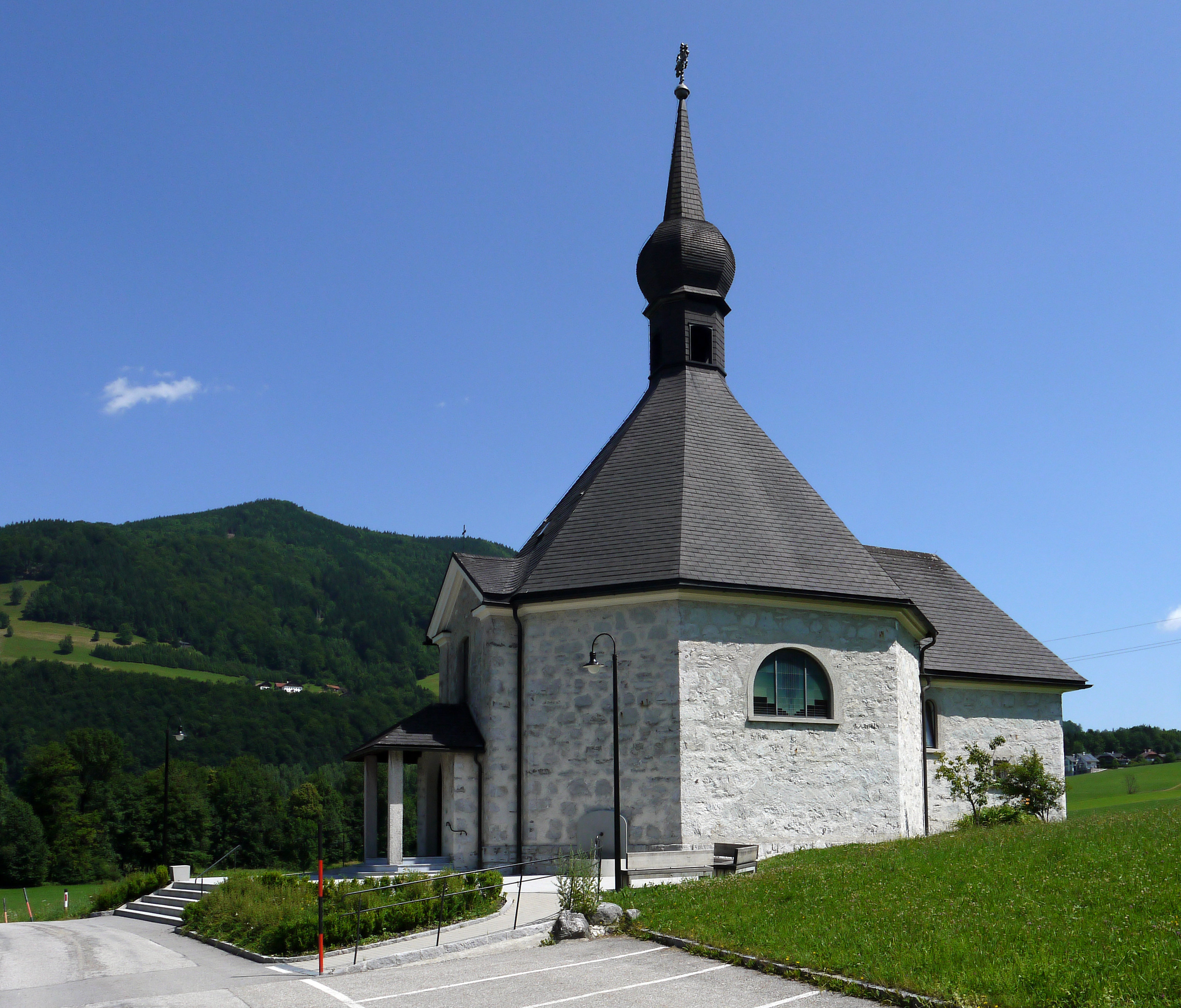
Katholische Filialkirche hl. Josef in Loibichl

Die römisch-katholische Filialkirche Innerschwand am Mondsee steht im Ort Loibichl in der Gemeinde Innerschwand am Mondsee im Bezirk Vöcklabruck in Oberösterreich. Die dem heiligen Josef von Nazareth geweihte Filialkirche der Basilika Mondsee gehört zum Dekanat Frankenmarkt in der Diözese Linz. Die Kirche steht unter Denkmalschutz.

## Geschichte
Die Kirche wurde von den Heimkehrern beider Weltkriege nach dem Zweiten Weltkrieg als Dank für die glückliche Heimkehr errichtet und am 24. August 1948 geweiht. 2010/2011 erfolgte mit der Künstlerin Inge Dick eine Innenrestaurierung und eine äußere Neugestaltung.

## Ausstattung
Der Maler Sepp Mayrhuber malte das Altarfresko mit Vorsehung Gottes, die Geburt, die sieben Engel mit den Geißelwerkzeugen und den Verkündigungsengel und im Deckenfresko die Symbole der vier Evangelisten und die Heiligen Florian, Leonhard, Wolfgang und Notburga. Die Malerin Inge Dick schuf neue Kirchenfenster (2010).
Den Tabernakel, die Figur Schmerzhafte Mutter, und einen Christuskopf schuf der Bildhauer Haslinger aus Linz.